# Johann Caballini von Ehrenburg
Ritter Johann Caballini von Ehrenburg (* 1752 in Novi in Dalmatien; † 16. Juli 1807 in Kronstadt) war k. k. Generalmajor und zuletzt Regimentskommandeur im 1. Walachen-Grenzregiment.

## Leben
Die Familie Caballini von Ehrenburg wurde am 28. Juni 1755 in den Ritterstand erhoben.
Am 1. November 1771 kam er als Privatkadett in das Infanterie-Regiment Nr. 24 (Preuß). Dort wurde er am 28. November 1772 zum Fähnrich, am 2. Mai 1775 zum Unterlieutenant und am 1. Mai 1778 zum Oberlieutenant befördert. Anschließend wurde er am 13. März 1784 als Hauptmann in das 1. Walachen-Grenzregiment versetzt. Im 8. Türkenkrieg konnte er sich mehrfach auszeichnen. Er kämpfte im Februar 1788 in der Walachei, dort eroberte er den Brückenkopf an der Alt und kämpfte sich durch den Rothenturmpass bis nach Kinern vor. Er wehrte sich am 27. März 1788 erfolgreich gegen eine Übermacht. 1789 kämpfte er am Vulkanpass, bei Porcseny und bei der Belagerung von Giurgiewo. Dafür wurde er 6. Mai 1790 zum Major befördert und am 24. März 1792 als Oberstleutnant in das Infanterie-Regiment Nr. 31 versetzt. Dort wurde er am 12. November 1793 schon Oberst und Regimentskommandeur. 
Im Rahmen des Ersten Koalitionskrieges wurde er in die Österreichischen Niederlande verlegt. Dort nahm er an der Eroberung von Valenciennes und Marchiennes teil. Am 11. Mai  1795 wurde er als Regimentskommandeur zurück nach Siebenbürgen zum 1. Walachen-Grenzregiment versetzt. Er wurde am 26. November 1800 mit Rang vom 29. Januar 1801 zum Generalmajor befördert und blieb dort, bis er im Mai 1807 in den Ruhestand versetzt wurde. Er starb bereits am 16. Juli 1807 in Kronstadt.